# Liste der Monuments historiques in Mane (Alpes-de-Haute-Provence)
Die Liste der Monuments historiques in Mane (Alpes-de-Haute-Provence) führt die Monuments historiques in der französischen Gemeinde Mane auf.

## Liste der Bauwerke
| Bezeichnung                                     | Beschreibung                  | Standort | Kennzeichnung | Schutzstatus | Datum | Bild           |
| ----------------------------------------------- | ----------------------------- | -------- | ------------- | ------------ | ----- | -------------- |
| Ehemaliges Priorat Notre-Dame-de-Salagon        | Erbaut ab dem 12. Jahrhundert | (Lage)   | PA00080418    | Classé       | 1922  | weitere Bilder |
| Hôtel de Miravail                               | Erbaut im 17./18. Jahrhundert | (Lage)   | PA00080415    | Classé       | 1977  | weitere Bilder |
| Kirche St-André und Kapelle Notre-Dame de Pitié | Erbaut 1613                   | (Lage)   | PA04000017    | Inscrit      | 1993  | weitere Bilder |
| Priorat von Châteauneuf                         | Erbaut ab dem 12. Jahrhundert | (Lage)   | PA00080417    | Classé       | 1981  | weitere Bilder |
| Château de Sauvan                               | Schloss, erbaut 1718          | (Lage)   | PA00080414    | Classé       | 1957  | weitere Bilder |
| Pont sur la Laye, genannt Römerbrücke           | Erbaut im 12. Jahrhundert     | (Lage)   | PA00080416    | Classé       | 1970  | weitere Bilder |

## Liste der Objekte
- Monuments historiques (Objekte) in Mane (Alpes-de-Haute-Provence) in der Base Palissy des französischen Kultusministeriums